# Martre des pins
Martes martes
Ne doit pas être confondu avec Martes americana.
Espèce
Statut de conservation UICN

 LC  : Préoccupation mineure
La Martre des pins (Martes martes), plus familièrement appelée martre ou marte, est une espèce de la famille des Mustélidés. C'est un petit mammifère carnivore que l'on rencontre abondamment dans les forêts et bois d'Eurasie. Cette martre ne s'approche pas beaucoup des habitations humaines contrairement à la fouine (Martes foina).

## Dénominations
- Nom scientifique : Martes martes  (Linnaeus, 1758)[1]
- Nom recommandé ou typique en français : Martre des pins[2],[3],[4],[5],[6],[7] (ou Marte des pins[3],[5])
- Autres noms vulgaires (vulgarisation scientifique) : Martre commune[3],[4] (ou Marte commune[5]), Martre ordinaire[5] (ou Marte ordinaire[5]) ou encore Martre vulgaire[5]
- Noms vernaculaires (langage courant), pouvant désigner éventuellement d'autres espèces : martre[3],[6], en anglais European pine marten ou Pine marten comme Martes americana.

## Description (morphologie)
Son pelage est brun, ses pattes et sa queue plus foncés, sa tête plus claire. La bavette (à hauteur de la gorge et du haut de la poitrine) est jaune orangé et presque toujours d'un seul tenant. Ce trait distingue en général la martre de la fouine (bavette blanche et bilobée chez cette dernière). De près, d'autres critères la différencient de la fouine : truffe brun-noir, oreilles plus saillantes et bordées de jaune, plante des pieds très poilue. Le meilleur critère reste l'observation de la dernière molaire supérieure qui n'a pas d'encoche du côté externe.
La  longueur de son corps varie de 51,3 à 65,9 cm pour le mâle et de 46,5 à 57,5 cm pour la femelle. Sa queue de 17 à 28 cm. Adulte, un mâle pèse de 830 g à 2 200 g et une femelle de 750 g à 1 264 g. 
Il en ressort que l'espèce Martes martes est une des plus grandes espèces du genre, plus grande que ses cousines Martes americana (Martre d'Amérique) et Martes zibellina (Zibeline, d'Eurasie). De plus, les martres de l'Europe de l'Ouest (plus particulièrement au Danemark) et du Caucase sont plus grandes (donc plus lourdes) que celles de l'Europe de l'Est.

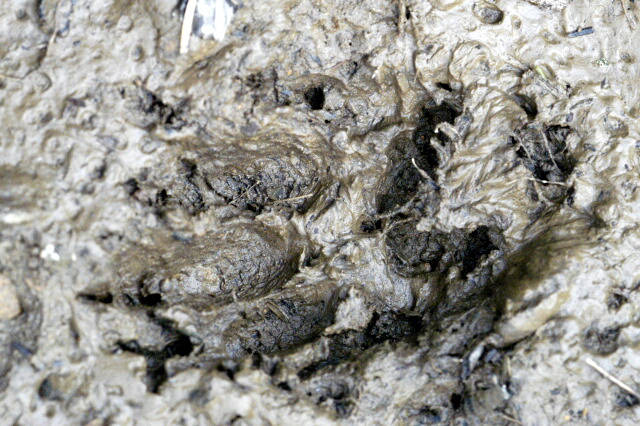
Empreinte de Martre des pins

## Reproduction
Les mâles atteignent la maturité sexuelle à la fin de leur deuxième année ou au début de la troisième, tandis que la majorité des femelles deviennent matures au cours de leur troisième année et restent fertiles jusqu'à l'âge de douze ans.
Les femelles ont une seule période d'accouplement par an, entre juin et août. Elles peuvent avoir plusieurs périodes de chaleurs séparées par quelques jours de repos.
La parade nuptiale, qui peut durer quinze jours, est faite de luttes et de jeux. L'accouplement lui-même dure 90 minutes environ, au sol, au cours desquelles le mâle attrape avec ses dents la femelle par le cou. Les femelles peuvent s'accoupler plusieurs fois par jour, mais aussi plusieurs fois dans la même période d'accouplement, éventuellement avec des mâles différents.
La période qui sépare l'accouplement de la mise-bas (en avril de l'année suivante) est très longue : entre 259 et 285 jours. Il existe en effet chez la martre un phénomène d'ovo-implantation différée ou diapause embryonnaire : les œufs fertilisés atteignent le stade de blastomères puis cessent leur développement. L'implantation dans la muqueuse utérine n'a lieu que 220 à 240 jours après l'accouplement.
La femelle met bas, le plus souvent dans une cavité d'arbre, deux à sept jeunes par portée, avec une moyenne de trois petits par femelle. La période de lactation dure 45 jours, entre avril et mai. Seule la femelle s'occupe des jeunes. Ceux-ci se dispersent au plus tard, au début de l'automne, à l'âge de trois mois. Ils atteignent leur taille adulte à cinq mois. Le nid peut également être constitué par un grand nichoir (pour Chouette Hulotte par exemple), un trou de pic, une crevasse rocheuse, etc.; plus rarement au sol (terrier de blaireau occupé ou non).

## Physiologie
- Longévité : 10 à 12 ans en liberté.
- Rythme d'activité : animal nocturne et crépusculaire. La martre voit son activité diminuer en hiver.

## Habitat et répartition

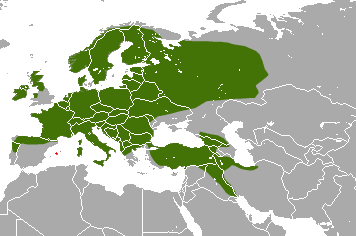
Carte de répartition de l'espèce en Eurasie

Son aire de répartition s'étend dans l'hémisphère nord à une grande partie de l'Eurasie depuis la limite des zones forestières au nord, jusqu'aux pourtours méditerranéens au sud. En France, on la trouve pratiquement partout, mais avec des populations plus denses dans l'est du pays.
Elle vit dans les boisements denses, forêts de conifères ou forêts mixtes, avec d'éventuelles brèves excursions le long de leurs lisières. Cet habitat forestier distingue la martre de la fouine qui a un comportement ripicole et qui s'approche beaucoup plus des habitations humaines. L'habitat humain ainsi que ses abords ne présentent cependant pas un caractère dissuasif pour la martre. La martre évite les milieux ouverts où elle trouve peu de proies et peu de gîtes.
Pendant la saison chaude, la martre niche surtout dans les arbres, à plus de deux mètres de hauteur : cavités dans le tronc, amas de lierre, fourches de branches, nids d'autres espèces, etc. Ce sont alors des gîtes temporaires qu'elle n'aménage pas. En hiver et quelquefois en période estivale, la martre gîte au sol, dans des pierriers ou sous la végétation (ronciers notamment).
Le domaine vital annuel du mâle — c'est-à-dire l'ensemble des zones qu'il utilise sur la période — est en moyenne de 150 hectares, contre 30 hectares pour une femelle. Ces chiffres dépendent bien entendu fortement de la qualité du milieu et de son offre en nourriture.

## Régime alimentaire
La martre est un petit prédateur carnivore qui se nourrit essentiellement de petits mammifères, d'oiseaux, d'insectes. Elle consomme aussi des fruits sauvages (églantier, fraise, framboise, etc.) ou parfois cultivés (cerise, pomme, etc.).
Les mammifères sont consommés en toutes saisons. Les petits rongeurs constituent jusqu'à 80 % des mammifères consommés. Il s'agit principalement de campagnols (campagnols roussâtres, campagnols terrestres, campagnols agrestes), de mulots et de musaraignes. De façon plus accessoire, la martre peut également se nourrir de lapins de garenne, de lièvres, d'écureuils (écureuil gris notamment) et même de chauve-souris.
Les oiseaux et leurs œufs forment un appoint important au printemps et en été, surtout si les rongeurs viennent à être moins abondants. À noter que la martre, en raison de son habitat forestier, ne s'attaque pas aux poulaillers.
Les invertébrés, insectes ou mollusques, sont minoritaires dans le régime alimentaire de la martre (2 % à 15 %, avec un pic à 6 % au printemps et 25 % en été).
La martre ne dédaigne pas les charognes (chevreuil tué par un lynx par exemple).
Les fruits sont consommés principalement en été et à l'automne. Ils peuvent représenter jusqu'à 70 % du régime alimentaire.

## Nomenclature et systématique
Cette espèce a été décrite pour la première fois en 1758 par le naturaliste suédois Carl von Linné (1707-1778).

### Liste des sous-espèces
Selon Mammal Species of the World (version 3, 2005)  (16 juillet 2013) et Catalogue of Life (16 juillet 2013) :
- sous-espèce Martes martes borealis Kuznetsov, 1944
- sous-espèce Martes martes latinorum (Barrett-Hamilton, 1904)
- sous-espèce Martes martes lorenzi Ognev, 1926
- sous-espèce Martes martes martes (Linnaeus, 1758)
- sous-espèce Martes martes minoricensis Alcover, Delibes, Gosálbez, & Nadal, 1987
- sous-espèce Martes martes notialis (Cavazza, 1912)
- sous-espèce Martes martes ruthena Ognev, 1926
- sous-espèce Martes martes uralensis Kuznetsov, 1941

## Menaces, état des populations

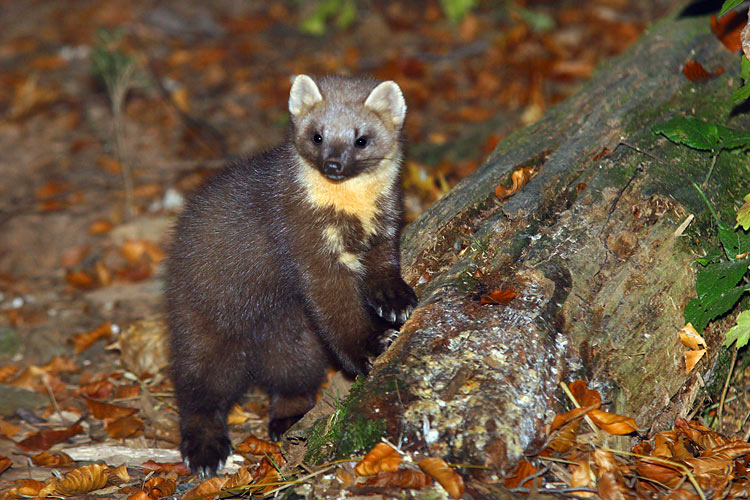
Martre des pins au pied d'un tronc d'arbre

C'est une espèce discrète qui n'a longtemps pas fait l'objet de suivi en termes de dynamique des populations. C'est une espèce en voie de régression ou qui a disparu d'une partie significative de son aire potentielle de répartition. 

Certaines activités humaines ont des conséquences négatives sur les populations de martres :
- Ce mustélidé a longtemps été traqué et chassé pour sa fourrure et pour les poils qui servaient à fabriquer des pinceaux d'artistes, appréciés en raison de leur exceptionnelle souplesse, notamment des aquarellistes et peintres utilisant la gouache ou l'encre (lavis, etc).
- Son statut de "nuisible" dans certains départements français peut être une source de décroissance démographique de l'espèce de par un classement des CDCFS fondée sur peu de données techniques. La martre demeure assez sensible au piégeage (près de deux fois plus sensible au piégeage que la fouine). Cette différence de sensibilité peut être expliquée par le fait que la martre aurait des zones de gîtes identiques à ses zones de recherche alimentaire, contrairement à la fouine.
- Comme pour beaucoup d'animaux dépendant de la forêt et de ses lisières (écotones), la martre peut être perturbée par la fragmentation des massifs boisés, le déboisement ou une sylviculture intensive. Une étude[12] basée sur les résultats du radiopistage de 24 martres, et d'autres données de radiopistage venant de l'ONCFS a montré que cet animal a besoin de corridors arborés pour se déplacer d'un massif boisé à un autre. Ce n'est pas une espèce inféodée aux grands massifs forestiers, mais elle est dépendante de la présence d’arbres, sous forme de bosquets et de haies ou structures bocagères. Des études faites sur sa cousine américaine laissent également penser qu'elle soit sensible au phénomène de fragmentation des forêts[13].

- C'est une des nombreuses espèces sensibles à la mortalité animale due aux véhicules lorsque des routes traversent son territoire.

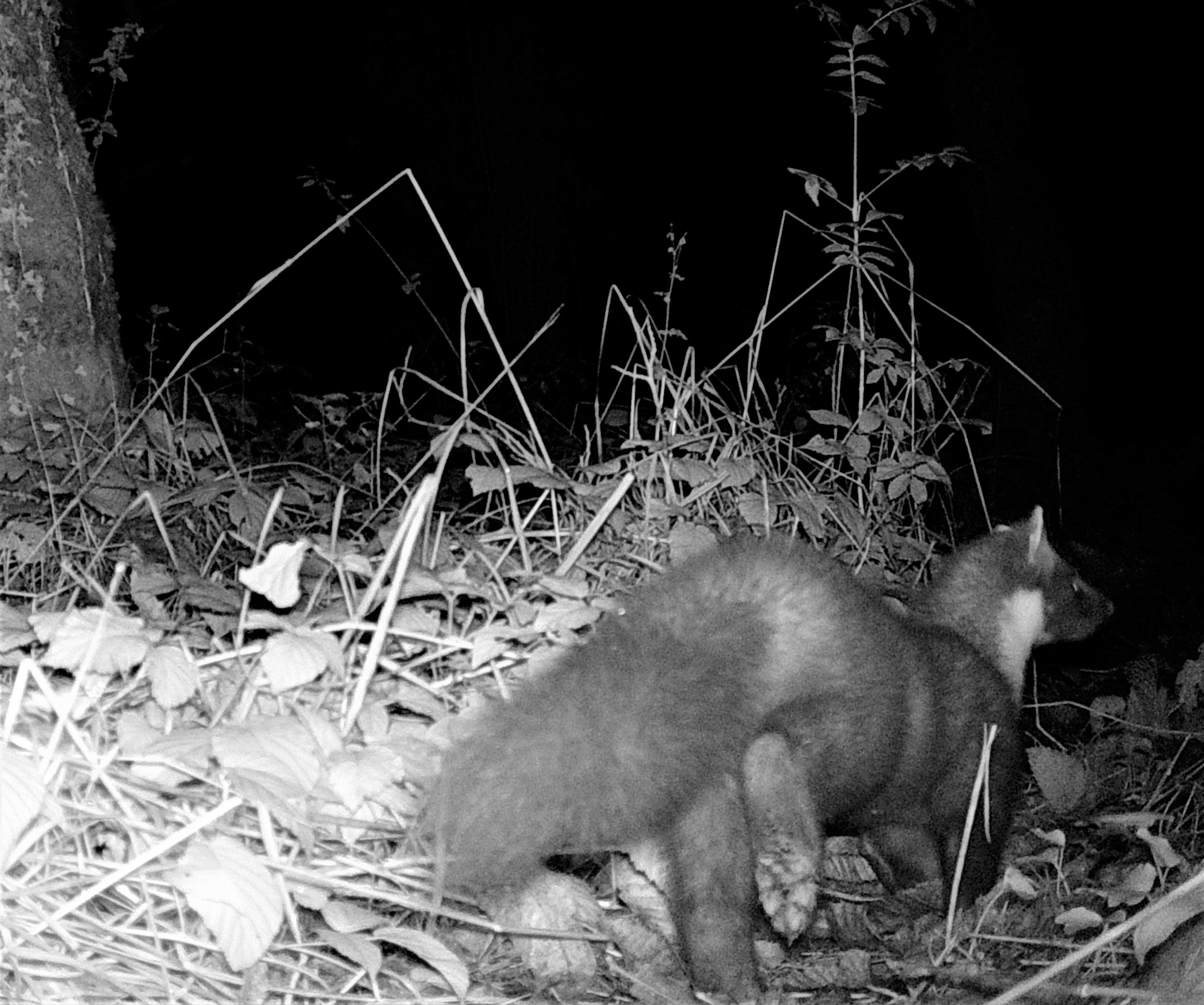
Martre des pins dans un sous-bois en Bretagne (France)

De nouvelles méthodes de suivi permettent de mieux évaluer l'état et la dynamique des populations. En particulier le Waterford institute of technology a mis au point une méthode utilisant un simple tube de plastique (diamètre : 100 mm, longueur : 250 mm ou 500 mm), positionné presque verticalement et au fond duquel est présenté un appât (aile de poulet). Seule la martre est assez agile pour aller y chercher l'appât. L'appareillage, comprend un dispositif (bande collante) collectant un ou quelques poils de la martre ayant pénétré dans le tuyau, ce qui permet par l'étude de l'ADN de ce poil, en utilisant la logique de la méthode « capture-recapture » d'évaluer le sex-ratio, la population locale de cet animal (On a constaté qu'une martre visite les tubes qu'elle connait chaque nuit, tant qu'ils contiennent de la nourriture). On peut enregistrer automatiquement l'heure à laquelle la martre vient manger. Un dispositif infrarouge peut déclencher un appareil photo ou une caméra (infrarouge ou à amplification lumineuse) et/ou compter les allées et venues (jusqu'à 5 000 « événements » mémorisables sur six mois). Ces études évaluent la sensibilité de la martre à la fragmentation forestière, le fait qu'elles fréquentent ou non les routes ou certains habitats périphériques, le type de lieux choisis pour les tanières. Elles donnent des informations précises sur la présence/absence de l'espèce, le sexe-ratio, les liens familiaux des individus se nourrissant au même endroit). Divers programmes d'études,, permettent de mieux la connaître y compris dans des milieux à forte naturalité comme la forêt de Białowieża en Pologne. Cette connaissance améliore les chances de réussite des programmes de réintroduction ou de confortement des populations.
Là où elle est protégée, où la forêt est protégée et/ou elle a fait l'objet de programmes de confortements de populations, voire de réintroduction (dans certaines parties de l'Irlande par exemple), après un certain temps (une vingtaine d'années en Irlande), elle reconstitue des noyaux de population, alors qu'elle continue à régresser ou a des populations stabilisées ailleurs. De plus, là où elle réapparait dans les îles Britanniques (Irlande et Écosse), elle semble favoriser l'écureuil roux qui est dans ce pays en voie de disparition, tout en limitant fortement les pullulations de l'écureuil gris, exotique et invasif, qui est l'une des causes de régression de l'écureuil roux.
En France, un arrêt du Conseil d'État du 30 juillet 2014, d'application immédiate, supprime la martre de la liste des "nuisibles" dans les départements où elle y figurait, le Calvados, la Dordogne, la Lozère et la Moselle.

### La martre des pins dans la culture
En Rus' de Kiev et en république de Novgorod, entre autres, la peau de martre s'appelle kouni, et sert aux échanges commerciaux jusqu'au XVIe siècle.
L'espèce figure sur les anciennes armoiries croates, comme symbole de la Slavonie.
Son nom croate, kuna, est repris pour nommer la monnaie de Croatie, la kuna croate, de 1994 à 2022. Dans la continuité, la martre figure encore sur la pièce de 1 euro du pays.

#### Bases taxinomiques
- (en) Animal Diversity Web : Martes martes (consulté le 16 juillet 2013)
- (en) Catalogue of Life : Martes martes (Linnaeus, 1758) (consulté le 15 décembre 2020)
- (en) Fauna Europaea : Martes martes (Linnaeus, 1758) (consulté le 26 juin 2022)
- (fr) INPN : Martes martes (Linnaeus, 1758) (TAXREF)  (consulté le 10 juillet 2014)
- (fr + en) ITIS : Martes martes (Linnaeus, 1758) (consulté le 16 juillet 2013)
- (en) Mammal Species of the World (3e  éd., 2005) :  Martes martes   Linnaeus, 1758 (consulté le 16 juillet 2013)
- (en) NCBI : Martes martes (taxons inclus) (consulté le 16 juillet 2013)
- (fr) SeaLifeBase : espèce Martes martes (Linnaeus, 1758) (+ noms communs) (consulté le 16 juillet 2013)
- (en) Paleobiology Database : Martes martes Linnaeus 1758 (consulté le 16 juillet 2013)
- (en) UICN : espèce Martes martes (consulté le 16 juillet 2013)

#### Autre lien externe
- (fr) Thèse de doctorat intitulée "Mode d'utilisation du milieu fragmenté par une espèce forestière aux habitudes discrètes, la martre des pins Martes martes" , par Vincent Pereboom ;  75 pages